# Chiese della Comunità delle Giudicarie
Questa voce include tutte le chiese cristiane situate entro i confini della Comunità delle Giudicarie, nella provincia autonoma di Trento. 
Gli edifici sono elencati in liste suddivise per comune; includono oltre centotrenta chiese consacrate (sebbene non tutte officiate regolarmente), a cui si aggiungono oltre trenta cappelle e alcuni edifici sconsacrati, scomparsi o comunque non più attivi. Gli edifici di culto consacrati appartengono tutti alla confessione cattolica e fanno parte dell'arcidiocesi di Trento.

## Comune di Bleggio Superiore
| Esterno  | Interno | Nome                                                 | Periodo storico                                       | Ubicazione                                                     | Informazioni |
| -------- | ------- | ---------------------------------------------------- | ----------------------------------------------------- | -------------------------------------------------------------- | --- |
|          |         | Chiesa dell'Annunciazione di Maria                   | Citata XVI secolo                                     | Rango 46°01′06.1″N 10°48′42.3″E                                | Parrocchiale. Citata nel 1537, venne dotata di campanile tra il 1575 e il 1671 e ampliata nel 1752. Nel 1908 venne costruita la nuova sagrestia. |
|          |         | Chiesa di Sant'Antonio Abate                         | Fondata XIII-XIV secolo, edificio odierno XVI secolo  | Bivedo 46°01′41.53″N 10°49′38.42″E                             | Parrocchiale. Fondata forse nel corso del Duecento o del Trecento, nel 1512 venne completato il campanile, e tra il 1529 e il 1535 la chiesa venne riedificata da zero. Tra il 1840 e il 1860 vennero aggiunte le due cappelle laterali. |
|          |         | Chiesa dei Santi Dionisio, Rustico ed Eleuterio      | Documentata VI secolo, edificio odierno XVI secolo    | Santa Croce del Bleggio 46°01′27.23″N 10°50′20.69″E            | Parrocchiale. Un primo, piccolo luogo di culto sul posto esisteva probabilmente già nel VI secolo, seguito da una chiesa altomedievale, poi ricostruita nell'XI-XII secolo; è del 1155 la prima citazione scritta della chiesa, attestata come pieve. Intorno al 1480 sopra l'edificio esistente ne venne costruito un altro (senza demolirlo); nel 1505-07 venne rialzato anche il campanile, dopodiché, tra il 1524 e il 1537, la chiesa fu totalmente ricostruita, e poi ulteriormente ampliata nel 1603 e nel 1634-41. Dal 1752 i santi Dionisio e Rustico affiancano sant'Eleuterio nell'intitolazione. Nel 1790 viene sopraelevato il campanile, e nel 1913 viene rifatta la facciata. |
|          |         | Chiesa di Santa Giustina                             | Citata XVI secolo                                     | Balbido 46°00′37.08″N 10°48′40.39″E                            | Parrocchiale. Citata nel 1537, venne ampliata, ribaltandone l'orientamento, nel 1648. |
|          |         | Chiesa di San Luigi Gonzaga                          | Fondata XVIII secolo, edificio odierno XX secolo      | Balbido 46°00′51.15″N 10°48′44.43″E                            | Una prima chiesa venne costruita nel corso del Settecento (benedetta nel 1773); nel 1933 venne costruita la struttura attuale, convertendo la precedente in cappella laterale. |
|          |         | Chiesa di Santa Maria e dei Santi Faustino e Giovita | Citata XVI secolo, edificio odierno XVII-XVIII secolo | Cavrasto 46°01′01.66″N 10°49′12.26″E                           | Parrocchiale. Citata per la prima volta nel 1537, venne totalmente ricostruita tra il 1695 e il 1708; dopo il 1780 venne aggiunto anche il campanile. |
|          |         | Chiesa di San Rocco                                  | XVI secolo                                            | Cavaione 46°01′22.62″N 10°49′12.34″E                           | Costruita nel 1530, e dotata di campanile a vela quindici anni più tardi. |
| Cappelle |         |                                                      |                                                       |                                                                | |
|          |         | Cappella di Sant'Alberto                             | XX secolo                                             | Passo Duron 46°02′11.04″N 10°47′39.31″E                        | Costruita dall'ANA del Bleggio nel 1983 sui ruderi di una cappella omonima, e in sostituzione di un'altra che era stata eretta nel 1953 sempre al passo Duron, poi demolita per realizzare la strada provinciale 222. |
|          |         | Cappella dei Santi Faustino e Giovita                | XVI secolo                                            | Località isolata a est di Cavrasto 46°01′04.29″N 10°49′36.38″E | Costruita in un periodo imprecisato tra il 1500 e il 1603. |

## Comune di Bocenago
| Esterno  | Interno | Nome                             | Periodo storico                                | Ubicazione                                         | Informazioni |
| -------- | ------- | -------------------------------- | ---------------------------------------------- | -------------------------------------------------- | --- |
|          |         | Chiesa di Santa Margherita       | Citata XIV secolo, edificio odierno XIX secolo | Bocenago, via Ferrazza 46°07′13.66″N 10°45′34.34″E | Parrocchiale. Citata nel 1345, venne ampliata nel 1427, nel 1523 e poi ancora nel 1765, dopodiché la chiesa venne quasi totalmente ricostruita nel 1870-74. |
| Cappelle |         |                                  |                                                |                                                    | |
|          |         | Cappella del Sacro Cuore di Gesù | XX secolo                                      | Bocenago 46°07′06.7″N 10°45′33.34″E                | Cappella incorporata nella canonica di Bocenago, edificata nel 1962.                                                                                        |

## Comune di Bondone
| Esterno  | Interno | Nome                             | Periodo storico                                | Ubicazione                                              | Informazioni |
| -------- | ------- | -------------------------------- | ---------------------------------------------- | ------------------------------------------------------- | --- |
|          |         | Chiesa della Madonna del Rosario | XX secolo                                      | Baitoni, via Giovanni Prati 45°48′26.35″N 10°32′25.73″E | Costruita nel 1945-50; nel 1970-71 venne aggiunto il campanile. |
|          |         | Chiesa della Natività di Maria   | Citata XIV secolo, edificio odierno XVI secolo | Bondone, via Tullio Baroni 45°48′25.2″N 10°32′55.18″E   | Parrocchiale. Una piccola cappella sul posto esisteva già nel 1312, e venne ampliata entro il 1486. Nel 1549-51 venne eretto il campanile, e intorno al 1594 venne riedificata tutta la chiesa. Il nuovo edificio venne quindi ampliato nel 1887-89 con l'aggiunta delle due navate laterali. |
| Cappelle |         |                                  |                                                |                                                         | |
|          |         | Cappella della Madonna di Plos   | Forse XVI secolo                               | località Plos 45°48′05.26″N 10°33′30.42″E               | Spesso citata come "capitello" o "chiesetta", tecnicamente è un oratorio; è attestata anche sotto altri nomi, quali "Santella di Plos", "capitello a Plaz" o "chiesa dei morti"; è costruita sulla fossa comune dove vennero sepolte i morti della peste, forse nel 1567, data che compare al suo interno (ma secondo alcune fonti sarebbe ottocentesca, successiva al colera, le cui vittime furono pure poste nello stesso luogo); è stata restaurata varie volte, l'ultima nel 1980. |

## Comune di Borgo Chiese
| Esterno  | Interno | Nome                                                | Periodo storico                                  | Ubicazione                                                                       | Informazioni |
| -------- | ------- | --------------------------------------------------- | ------------------------------------------------ | -------------------------------------------------------------------------------- | --- |
|          |         | Chiesa di Sant'Antonio Abate                        | Citata XV secolo                                 | Cimego-Quartinago, piazzetta Sant'Antonio Abate, 118 45°54′36.58″N 10°36′39.12″E | Citata per la prima volta nel 1492; nel 1531 venne rifatta la facciata, e poco prima del 1671 la sagrestia. |
|          |         | Chiesa di San Bartolomeo                            | Citata XIV secolo, edificio odierno XVI secolo   | Brione 45°53′39.41″N 10°35′27.36″E                                               | Parrocchiale. Citata nel 1325, venne probabilmente ricostruita nel 1518-24. Nel 1852 venne costruito il campanile, e nel 1863 la chiesa venne rimaneggiata assumendo forme neogotiche. |
|          |         | Chiesa di San Gregorio Taumaturgo                   | Fondata XVIII secolo, edificio odierno XX secolo | Condino, via Brione 45°53′19.81″N 10°35′44.4″E                                   | Costruita nel 1744-57 come parte di un convento cappuccini; l'intero convento rimase chiuso dal 1810 al 1815 per le disposizioni giuseppine, poi venne occupato dalle milizie garibaldine nel 1866. Nel 1885 venne costruita la cappella laterale, e nella prima guerra mondiale la chiesa subì nuovamente dei danni per cause militare, riparati nel 1919. Nel 1945 un aereo bombardiere statunitense, colpito dalla contraerea tedesca, precipitò sul convento, distruggendo gran parte del complesso; della chiesa si salvò soltanto la facciata. Le strutture vennero riedificate tra il 1946 e il 1949. |
|          |         | Chiesa di San Lorenzo                               | Citata XIII secolo, edificio odierno XVI secolo  | Presso Condino 45°52′36.59″N 10°35′56.58″E                                       | Citata per la prima volta nel 1296, venne ricostruita nel 1517-19. L'edificio venne occupato e danneggiato dai militari sia durante la campagna garibaldina del 1866, sia durante la prima guerra mondiale. |
|          |         | Chiesa di Santa Maria Assunta                       | Citata XII secolo, edificio odierno XV secolo    | Condino, via Regensburger 45°53′40.36″N 10°36′12.12″E                            | Parrocchiale. Citata nel 1189 ma probabilmente ben più antica, venne riedificata tra il 1495 e il 1505; da allora sono documentati numerosi interventi di restauro e manutenzione (con una parentesi durante la prima guerra mondiale in cui la chiesa venne danneggiata e adibita a magazzino militare). |
|          |         | Chiesa di San Martino                               | Citata XIV secolo                                | Cimego, via Damiano Chiesa 45°54′47.46″N 10°36′46.43″E                           | Parrocchiale. Citata per la prima volta nel 1363, venne allungata verso ovest nel 1594, nel 1805 vennero costruite le due cappelle laterali, nel 1828-35 venne prolungata di un'altra campata e dotata di portico e nel 1851-52 venne rialzato il campanile. Durante la prima guerra mondiale la chiesa venne adibita a magazzino per munizioni e depredata. |
|          |         | Chiesa dei Santi Sebastiano e Rocco, o di San Rocco | Fondata XV secolo, edificio odierno XVI secolo   | Condino, piazza San Rocco 45°53′23.4″N 10°35′54.3″E                              | Costruita nel 1471-76, e ricostruita tra il 1527 e il 1534; nel 1708 venne rifatta la sagrestia. La chiesa venne adibita a caserma e poi a ospedale durante la campagna garibaldina, nel 1866, e venne danneggiata anche durante la prima guerra mondiale. |
| Cappelle |         |                                                     |                                                  |                                                                                  | |
|          |         | Cappella della Regina della Pace                    | XX secolo                                        | Località Coldon 45°53′01.14″N 10°34′00.95″E                                      | Costruita nel 1967. |

## Comune di Borgo Lares
| Esterno  | Interno | Nome                              | Periodo storico                                  | Ubicazione                                     | Informazioni |
| -------- | ------- | --------------------------------- | ------------------------------------------------ | ---------------------------------------------- | --- |
|          |         | Santuario della Madonna del Lares | XVIII secolo                                     | Presso Bolbeno 46°01′16.18″N 10°43′41.05″E     | Una prima cappella venne costruita nel 1770-72, al posto di una preesistente edicola votiva; verso il 1850 alla struttura venne aggiunta la navata (con la nuova facciata), e nel 1928-29 venne eretto il portico. |
|          |         | Chiesa di San Martino             | Fondata XI secolo, edificio odierno XVIII secolo | Zuclo 46°02′05.33″N 10°44′55.99″E              | Parrocchiale. Una prima chiesa venne costruita nell'XI secolo, e venne probabilmente ricostruita (o significativamente ampliata) entro il 1576; tra il 1768 e il 1773 l'edificio venne quasi totalmente ricostruito, mantenendo solo l'abside che venne riconvertita in cappella laterale. Tra il 1969 e il 1980 venne infine ampliata la sagrestia e costruito un altro ambiente di servizio. |
|          |         | Chiesa di San Zeno                | Citata XVI secolo, edificio odierno XIX secolo   | Bolbeno, via Piccola 46°01′58.7″N 10°44′19.5″E | Parrocchiale. Citata per la prima volta nel 1529, venne ampliata nel 1825-31 e poi del tutto ricostruita nel 1857-60. |
| Cappelle |         |                                   |                                                  |                                                | |
|          |         | Cappella della Santa Croce        | XX secolo                                        | Zuclo 46°02′09.04″N 10°45′03.01″E              | Cappella cimiteriale, costruita nel 1910. |
|          |         |                                   |                                                  | Bolbeno 46°02′00.13″N 10°44′21.43″E            | Cappella cimiteriale. |

## Comune di Caderzone Terme
| Esterno  | Interno | Nome                               | Periodo storico                                      | Ubicazione                                                              | Informazioni |
| -------- | ------- | ---------------------------------- | ---------------------------------------------------- | ----------------------------------------------------------------------- | --- |
|          |         | Chiesa di San Biagio               | Citata XIV secolo, edificio odierno XIX secolo       | Caderzone, via Regina Elena 46°07′45.45″N 10°45′24.93″E                 | Parrocchiale. Citata per la prima volta nel 1361, venne demolita e ricostruita nel 1853-54; nel 1880 venne rialzato il campanile. |
|          |         | Chiesa di San Giuliano             | Documentata XIII secolo, edificio odierno XIX secolo | Presso il lago di San Giuliano sull'Adamello 46°08′50.1″N 10°42′10.64″E | Sicuramente esistente nel 1292, dal 1727 è documentata la presenza di eremiti. A metà ottocento la cappella era in pessime condizioni e parzialmente crollata, e nel 1867-68 venne quindi ricostruita da zero, aggiungendo entro il 1880 anche una piccola sagrestia. |
| Cappelle |         |                                    |                                                      |                                                                         | |
|          |         | Cappella di Sant'Antonio di Padova | XVII secolo                                          | Caderzone, piazza Sant'Antonio 46°07′48.2″N 10°45′25.48″E               | Costruita nel 1677 per volontà di don Gian Giacomo Bertelli, come cappella privata del suo palazzo di famiglia (nel quale è incorporata). |

## Comune di Carisolo
| Esterno  | Interno | Nome                                                                 | Periodo storico                                  | Ubicazione                                         | Informazioni |
| -------- | ------- | -------------------------------------------------------------------- | ------------------------------------------------ | -------------------------------------------------- | --- |
|          |         | Chiesa dell'Ausiliatrice, o santuario della Beata Vergine del Potere | XIX secolo                                       | Carisolo, via Negrelli 46°10′11.43″N 10°45′05.53″E | Costruita tra il 1804 e il 1825, inglobando una preesistente edicola votiva. |
|          |         | Chiesa di San Nicolò                                                 | Citata XVI secolo, edificio odierno XVIII secolo | Carisolo, via Val Genova 46°10′11.6″N 10°45′41.2″E | Parrocchiale. Citata per la prima volta nel 1579, venne totalmente ricostruita nel 1751-54, assumendo l'aspetto attuale. |
|          |         | Chiesa di Santo Stefano                                              | XIII secolo                                      | Carisolo 46°10′19.2″N 10°44′48.84″E                | Chiesa cimiteriale. Sul luogo esistevano forse, tra il VIII e il XIV secolo, due cappelle, dedicate a san Michele (la più vecchia) e a santo Stefano; entrambe sarebbero state demolite tra il Duecento (entro il 1244) per costruire la prima chiesa di santo Stefano; questa prima struttura romanica è stata ampliata diverse volte nel corso dei secoli successivi, di fatto stravolgendone la forma: nel 1454-61 venne ribaltata, venne ingrandita la navata e costruito un nuovo presbiterio; nel 1519-34 la navata venne ulteriormente allungata. |
| Cappelle |         |                                                                      |                                                  |                                                    | |
|          |         | Eremo di San Martino, o cappella di San Martino sul Monte            | Citato XIV secolo, edificio odierno XV secolo    | Monte Algone 46°10′41.45″N 10°44′28.62″E           | Citato per la prima volta nel 1312 e ricostruito nel 1485 dall'eremita Baldessare de Pulzana. Dopo la morte dell'ultimo eremita nel 1779 venne abbandonato e cadde in rovina, fino a che non venne restaurato tra il 1877 e il 1904. |

## Comune di Castel Condino
| Esterno  | Interno | Nome                                                                | Periodo storico                                      | Ubicazione                                                    | Informazioni |
| -------- | ------- | ------------------------------------------------------------------- | ---------------------------------------------------- | ------------------------------------------------------------- | --- |
|          |         | Chiesa di San Giorgio                                               | Documentata XIII secolo, edificio odierno XIX secolo | Castel Condino, via Don Tarolli 45°54′58.06″N 10°36′15.09″E   | Documentata durante il papato di Urbano IV (1261-65), venne ampliata o ricostruita nel 1445, e poi ancora riedificata nel 1863-63, conservando solo il campanile della struttura precedente. Danneggiata e depredata durante la prima guerra mondiale, venne riparata entro il 1924.                  |
| Cappelle |         |                                                                     |                                                      |                                                               | |
|          |         | Cappella della Madonna delle Grazie, o dell'Addolorata, o dei Morti | XIX secolo                                           | Località Braghe sul monte Merlino 45°55′12.14″N 10°35′59.44″E | Costruita nel 1836 in memoria di quaranta vittime dell'epidemia di peste del 1630, che erano state confinate in una grotta nei pressi; danneggiata e profanta durante la prima guerra mondiale, venne riparata nel 1924 e reintitolata alla Madonna delle Grazie (prima era dedicata all'Addolorata). |

## Comune di Comano Terme
| Esterno                  | Interno | Nome                                 | Periodo storico                                         | Ubicazione                                                       | Informazioni |
| ------------------------ | ------- | ------------------------------------ | ------------------------------------------------------- | ---------------------------------------------------------------- | --- |
|                          |         | Chiesa dell'Assunta                  | X-XI secolo                                             | Dasindo, piazza Santa Maria 46°00′39.5″N 10°51′38.1″E            | La chiesa venne costruita nel X o XI secolo, e dotata di campanile nel Duecento; tra il Quattrocento e il Cinquecento la struttura venne pesantemente rimaneggiata, prolungando la campata e costruendo le cappelle laterali. Nel 1596 venne ulteriormente ampliata, trasformando due delle cappelle in un transetto. |
|                          |         | Chiesa dell'Ausiliatrice             | Fondata XX secolo, edificio odierno XXI secolo          | Ponte Arche, via San Giovanni Bosco, 6 46°02′04.4″N 10°52′12″E   | Parrocchiale. Costruita nel 1927-30, e quasi totalmente riedificata nel 2018-21, conservando solo la zona absidale. |
|                          |         | Chiesa di San Bartolomeo             | XVI secolo                                              | Vergonzo 46°02′02.16″N 10°50′22.66″E                             | Costruita dopo il 1550 ampliando un'edicola votiva quattrocentesca. |
|                          |         | Chiesa di San Felice da Nola         | XV secolo                                               | Bono 46°01′33.85″N 10°50′55.18″E                                 | Chiesa cimiteriale. Una prima piccola chiesetta venne consacrata nel 1447; entro il 1497 venne ampliata aggiungendovi una campata, e nel 1594 la navata venne sopraelevata; gravemente danneggiata da un terremoto nel 1976, venne restaurata nel 1978-81. |
|                          |         | Chiesa dei Santi Francesco e Giacomo | Documentata XVI secolo                                  | Cillà 46°02′35.25″N 10°50′45.81″E                                | Documentata nel 1596. |
|                          |         | Chiesa di San Giacomo Maggiore       | Citata XV secolo, edificio odierno XVIII secolo         | Comano 46°02′04.82″N 10°53′29.44″E                               | Citata per la prima volta nel 1490, venne ampliata nel 1790 e quindi ricostruita nel 1852. |
|                          |         | Chiesa di San Giorgio                | Documentata XIII secolo                                 | Poia 46°01′37.75″N 10°52′50.41″E                                 | Citata per la prima volta nel 1330, la chiesa è risalente almeno al Duecento; nel 1902 venne provvista del piccolo campanile. Nel 1950 l'edificio era in cattive condizioni e, a causa del maltempo, crollò il presbiterio; l'edificio venne ristrutturato entro il 1956, e ne venne capovolto l'orientamento. |
|                          |         | Chiesa di San Giorgio                | XVI secolo                                              | Tignerone 46°02′18.25″N 10°50′28.29″E                            | Citata per la prima volta nel 1537, venne dotata di campanile tra il 1565 e il 1593. |
|                          |         | Chiesa di San Giovanni               | Citata XIII secolo, edificio odierno XVI secolo         | Godenzo 46°01′43.86″N 10°52′58.14″E                              | Parrocchiale. Citata per la prima volta nel 1205, venne ricostruita nel 1506; nel 1833 venne ingrandito il presbiterio. |
|                          |         | Chiesa di San Giuliano               | XIV-XV secolo                                           | Villa 46°01′45.96″N 10°50′31.37″E                                | Fondata nel Trecento o nel Quattrocento, la chiesa venne dotata di presbiterio e di campanile nel Cinquecento, ed è citata per la prima volta nel 1537. Nel 1671 venne rialzato il campanile e venne costruita la cappella laterale. |
|                          |         | Chiesa di San Lorenzo                | XII secolo                                              | Vigo Lomaso 46°00′43.5″N 10°52′19.4″E                            | Parrocchiale. Antica chiesa pievana documentata nel 1207 ma risalente già al XII secolo, venne rimaneggiata più volte; nel corso del Duecento venne rifatta la facciata, nel Quattrocento venne costruito il campanile, allungate le navate e ricostruito il presbiterio, tra il 1535 e il 1561 vennero aggiunte altre due navate laterali; nel 1650 venne costruita la cappella laterale sinistra, e nel 1758 quella destra, e infine nel 1841 venne riedificato il campanile. |
|                          |         | Chiesa della Madonna d'Agosto        | XX secolo                                               | Val d'Algone 46°07′11.14″N 10°48′26.03″E                         | Una prima cappella nella val d'Algone venne approntata nel 1809 all'interno dei locali della vetreria Bormioli. Lo stabilimento chiuse nel 1832 e la cappella, curata prima da un eremita e quindi dai devoti, resistette fino agli inizi del Novecento prima di andare in rovina. L'odierna chiesetta sorge non distante dall'antica vetreria e venne edificata nel 1947 per iniziativa di alcuni fedeli; dedicata all'Assunzione di Maria (la "Madòna d'Agóst"), venne benedetta proprio il 15 agosto 1948. Nel 1957 il sacello venne eretto ad oratorio pubblico dall'arcivescovo Carlo De Ferrari che, forse su richiesta di qualche esponente di Federcaccia, la consacrò invece a sant'Uberto. |
|                          |         | Chiesa di San Marcello               | VIII-IX secolo                                          | Lundo 46°00′43.55″N 10°53′03.08″E                                | Parrocchiale. Esistente probabilmente già nell'VIII-IX secolo, è però citata solo a partire dal 1537; nel 1631 venne aggiunta la cappella laterale dedicata a san Rocco, mentre nell'Ottocento venne ampliata con una navata secondaria a destra. |
|                          |         | Chiesa di San Nicolò                 | XV-XVI secolo                                           | Tra Comighello e Sesto 46°02′03.98″N 10°50′57.26″E               | Costruita tra il Quattrocento e il 1517, venne ampliata tra il Cinquecento e il Seicento aggiungendo il presbiterio, l'abside e il campanile, mentre nel 1752 venne inserita la sagrestia. |
|                          |         | Chiesa dei Santi Pietro e Paolo      | Documentata VIII-IX secolo, edificio odierno XVI secolo | Cares 46°01′58.23″N 10°51′59.26″E                                | Parrocchiale. Un primo luogo di culto sorse sul posto probabilmente già tra l'VIII e il IX secolo, in sostituzione di un monumento pagano; tra il XIV e il XV secolo venne eretto un nuovo edificio, ricostruito poi nel Cinquecento conservando solo il campanile. La chiesa venne ampliata, rifacendo anche la facciata, nel 1875; rimase danneggiata e chiusa al culto in seguito a due terremoti del 1976, venendo restaurata nel 1978. |
|                          |         | Chiesa dei Santi Quirico e Giulitta  | Citata XIV secolo, edificio odierno XVI secolo          | Campo, via Giovanni Prati 46°01′30.9″N 10°51′48.6″E              | Parrocchiale. Citata per la prima volta nel 1345, venne ricostruita tra il 1578 e la prima metà del Seicento. Nel 1668-71 venne ampliato il presbiterio e vennro aggiunti la navata laterale e l'oratorio (ora sagrestia); in seguito sono documentati vari interventi di restauro e ristrutturazione. |
|                          |         | Chiesa di San Sebastiano             | Citata XVI secolo, edificio odierno XVII secolo         | Duvredo 46°01′55.41″N 10°50′20.44″E                              | Citata a partire dal 1537, venne riedificata nel 1608. |
|                          |         | Chiesa di San Silvestro              | VII-VIII secolo                                         | Lungo la SP 213 a sud di Vigo Lomaso 46°00′22.61″N 10°52′25.93″E | Risalente nel suo primo nucleo al VII o all'VIII secolo, venne ampliata tra il 1489 e il 1499. |
| Cappelle e altri edifici |         |                                      |                                                         |                                                                  | |
|                          |         | Cappella della Santa Croce           | XVII secolo                                             | Nei boschi sopra Comano 46°01′47.45″N 10°53′49.53″E              | Costruita, tra il 1632 e il 16701, per volontà testamentaria di un tal Giovanni Rigotti di Godenzo. |
|                          |         | Cappella di San Luigi Gonzaga        | XVIII secolo                                            | Vigo Lomaso 46°00′47.3″N 10°52′05.51″E                           | Documentata nel 1700. |
|                          |         | Cappella di San Rocco                | XVII secolo                                             | Vigo Lomaso 46°00′45.77″N 10°52′14.82″E                          | Costruita in occasione dell'epidemia di peste del 1630. |
|                          |         | Battistero                           | XII secolo                                              | Vigo Lomaso 46°00′44.63″N 10°52′19.31″E                          | Annesso alla chiesa di San Lorenzo, costruito nel corso del XII secolo. |
| Chiese scomparse         |         |                                      |                                                         |                                                                  | |
|                          |         | Chiesa (od oratorio) di San Martino  | Fondata VI secolo, edificio odierno XII-XIII secol      | Monte San Martino 45°59′35.74″N 10°52′40.34″E                    | Costruito con funzione sepolcrale nel VI secolo, l'edificio è divenuto una vera e propria chiesa verso l'VIII-IX secolo; venne poi riedificato in forme più ridotte nel XII-XIII secolo, e tra il Quattrocento e il Cinquecento venne rimossa l'abside, cadendo infine in rovina durante il Novecento. |

## Comune di Fiavé
| Esterno  | Interno | Nome                                                    | Periodo storico                                | Ubicazione                                               | Informazioni |
| -------- | ------- | ------------------------------------------------------- | ---------------------------------------------- | -------------------------------------------------------- | --- |
|          |         | Chiesa di Sant'Antonio Abate                            | Citata XV secolo                               | Stumiaga 46°00′28.31″N 10°50′56.82″E                     | Documentata a partire dal 1482; nel 1973 venne realizzata la nuova sagrestia sul lato ovest, demolendo quella vecchia che si trovava sul fianco opposto. |
|          |         | Chiesa di San Biagio                                    | Citata XV secolo                               | Favrio 45°59′59.67″N 10°51′31.85″E                       | Citata per la prima volta nel 1492, tra il Cinquecento e il Seicento venne provvista di abside, e nel Settecento venne ampliata; nel 1806 venne rialzato il campanile, e nel 1829 lo stesso venne fatto per la navata. Entro il 1914 venne infine costruita la sagrestia nuova.                                     |
|          |         | Chiesa dell'Immacolata e dei Santi Fabiano e Sebastiano | Citata XVI secolo, edificio odierno XIX secolo | Fiavé, piazza San Sebastiano 46°00′17″N 10°50′30.4″E     | Parrocchiale. Una prima cappella dedicata a san Sebastiano è citata dal 1520; nel 1652 vi venne aggiunta una cappella laterale, e pochi anni dopo, 1661-66, l'edificio venne ampliato o in parte ricostruito. Nel 1873-78 la chiesa, considerata troppo piccola, venne abbattuta e ricostruita nelle forme attuali. |
|          |         | Chiesa di Santa Lucia                                   | Citata XIV secolo                              | Ballino, piazza Andreas Hofer 45°57′54.7″N 10°48′41.79″E | Parrocchiale. Citata per la prima volta nel 1350, venne ampliata nel 1529 aggiungendo la navata e il protiro; dopo ciò sono documentati solo interventi di carattere conservativo. |
|          |         | Chiesa di San Rocco                                     | XVI secolo                                     | Fiavé, via 3 Novembre 46°00′00.5″N 10°50′25″E            | Chiesa cimiteriale, venne costruita verso il 1575 e dotata di sagrestia nel 1690-92. Venne gravemente danneggiata dalle truppe francesi di passaggio nel 1802. |
|          |         | Chiesa di San Zeno o di San Zenone                      | Citata XV secolo, edificio odierno XIX secolo  | Fiavé, piazza San Zeno 46°00′22.4″N 10°50′35.6″E         | Citata per la prima volta nel 1444, venne quasi totalmente distrutta da un incendio nel 1832, e quindi ricostruita tra il 1834 e il 1868, con l'aggiunta della sagrestia nel 1871. |
| Cappelle |         |                                                         |                                                |                                                          | |
|          |         | Cappella di San Nicolò                                  | XV secolo                                      | Castel Campo 46°01′13.17″N 10°51′25.45″E                 | Cappella di castel Campo, aggiunta al complesso nel corso del Quattrocento. |
|          |         | Cappella di San Vigilio                                 | XVI secolo                                     | Curé 46°00′53.83″N 10°51′13.74″E                         | Altra cappella di pertinenza di castel Campo, edificata nel 1554 (forse al posto di una chiesetta preesistente) per iniziativa di Nicolò Cimesino, amministratore del castello; in origine era forse dotata di campanile.                                                                                           |

## Comune di Giustino
| Esterno | Interno | Nome                  | Periodo storico    | Ubicazione                           | Informazioni |
| ------- | ------- | --------------------- | ------------------ | ------------------------------------ | --- |
|         |         | Chiesa di Santa Lucia | Citata XIII secolo | Giustino 46°08′56.68″N 10°46′05.57″E | Parrocchiale. Citata per la prima volta nel 1212 in occasione di una consacrazione, venne ampliata nel 1454 e poi ancora nel 1587-92. Nel 1865-66 venne rifatto il presbiterio. |

## Comune di Massimeno
| Esterno | Interno | Nome                            | Periodo storico                                | Ubicazione                                                        | Informazioni                                                                                                   |
| ------- | ------- | ------------------------------- | ---------------------------------------------- | ----------------------------------------------------------------- | --- |
|         |         | Chiesa di San Giovanni Battista | Citata XV secolo, edificio odierno XVII secolo | Posizione isolata a nord di Massimeno 46°08′45.69″N 10°46′20.96″E | Documentata a partire dal Quattrocento, venne in gran parte ricostruita nel 1694.                              |
|         |         | Chiesa di San Luigi Gonzaga     | XIX secolo                                     | Posizione isolata a sud di Massimeno 46°08′06.18″N 10°46′18.25″E  | Costruita tra il 1870 e il 1880.                                                                               |
|         |         | Chiesa della Madonna di Loreto  | XIX secolo                                     | Massimeno, via della Chiesa 46°08′30.32″N 10°46′23.42″E           | Costruita nel 1860-62, al posto di una cappella settecentesca che sorgeva sul luogo dell'odierno parco giochi. |

## Comune di Pelugo
| Esterno  | Interno | Nome                                                          | Periodo storico                                   | Ubicazione                                                   | Informazioni |
| -------- | ------- | ------------------------------------------------------------- | ------------------------------------------------- | ------------------------------------------------------------ | --- |
|          |         | Chiesa di Sant'Antonio Abate                                  | VIII-IX secolo                                    | Lungo la strada tra Pelugo e Borzago 46°05′31″N 10°43′47.8″E | Chiesa cimiteriale. Una prima struttura venne eretta forse nell'VIII-IX secolo e dotata di campanile nel XII secolo, poi sopraelevato per due volte entro il Quattrocento; contestualmente venne anche ampliata e affrescata la chiesa. L'edificio venne danneggiato da un incendio nel 1664 e quindi riparato, rifacendo anche il campanile.                                                               |
|          |         | Chiesa della Madonna di Lourdes, o chiesetta del Carè Alto    | XX secolo                                         | Presso il rifugio Carè Alto 46°06′25.13″N 10°37′32.81″E      | Costruita da prigionieri di guerra russi nel 1917. |
|          |         | Chiesa di San Zeno                                            | Fondata XVIII secolo, edificio odierno XIX secolo | Pelugo, piazza San Zeno 46°05′18.91″N 10°43′30″E             | Parrocchiale. Costruita nella prima metà del Settecento, reimpiegando i materiali ricavati dalla demolizione della cappella di San Zeno sul monte sopra Pelugo, della quale ereditò anche l'intitolazione. Nel 1834-41 venne riedificato il campanile, seguito, nel 1853-60, dall'intero edificio. |
| Cappelle |         |                                                               |                                                   |                                                              | |
|          |         | Cappella della Madonna delle Grazie, o cappella del Baltarino | Citata XVIII secolo                               | Località Baltarino 46°05′15.89″N 10°43′51.06″E               | Citata per la prima volta nel 1781 e costruita, secondo la tradizione, da un tal Donato Nodari di Pelugo; venne ristrutturata e rimaneggiata nel 1921. |
|          |         | Cappella di San Zeno                                          | Citata XV secolo, edificio odierno XVIII secolo   | Monte Calvario sopra a Pelugo 46°05′31.8″N 10°43′15.68″E     | Una prima chiesetta sul posto venne fatta costruire, secondo la tradizione, da Carlo Magno, e sarebbe quindi stata una delle chiese più antiche della Val Rendena; la prima citazione documentale, ad ogni modo, è del 1450. Dal Seicento la struttura venne pian piano abbandonata, fino ad essere demolita nel 1713. Nel 1742 venne edificata la cappella odierna per volontà di don Gianantonio Viviani. |

## Comune di Pieve di Bono-Prezzo
| Esterno                        | Interno | Nome                                               | Periodo storico                                 | Ubicazione                                                     | Informazioni |
| ------------------------------ | ------- | -------------------------------------------------- | ----------------------------------------------- | -------------------------------------------------------------- | --- |
|                                |         | Chiesa di Sant'Antonio Abate                       | XVI secolo                                      | Agrone 45°57′21.64″N 10°39′04.8″E                              | Parrocchiale. La chiesa venne edificata nel 1530, forse al posto di una cappella preesistente, e dotata di campanile nel 1532; venne ampliata nel 1719-26, e ancora nel 1758-74. Nel 1874 venne colpita da un incendio e, durante la prima guerra mondiale, adibita a magazzino militare. |
|                                |         | Chiesa di San Giacomo Maggiore                     | Citata XVI secolo, edificio odierno XX secolo   | Prezzo 45°56′07.35″N 10°37′54.54″E                             | Parrocchiale. Citata per la prima volta negli atti visitali del 1537, venne ricostruita nel 1560, e sottoposta ad ampliamento nel 1873. La chiesa venne in gran parte distrutta durante la prima guerra mondiale (1916-17), e venne ricostruita a conflitto terminato, entro il 1921. |
|                                |         | Chiesa di Santa Giustina                           | Citata XIII secolo, edificio odierno XVI secolo | Creto 45°56′15.3″N 10°38′19.18″E                               | Parrocchiale. Citata a partire dal 1221, sono state ipotizzate origini anche di molto anteriori; la chiesa venne notevolmente ampliata, se non totalmente ricostruita, tra il Trecento e il Quattrocento, e poi nuovamente riedificata nel 1586-92 risparmiando solo la zona presbiteriale, e nel 1764 venne rifatta la facciata. Durante la prima guerra mondiale la chiesa venne requisita e adibita a officina meccanica e scuderia, subendo anche danni da esplosioni. |
|                                |         | Chiesa di San Lorenzo                              | Citata XV secolo                                | Por 45°56′19.91″N 10°38′47.04″E                                | Documentata a partire dal 1462, tra il 1703 e il 1708 venne dotata di una cappella laterale per commemorare la liberazione dalle forze francesi; l'edificio venne poi ampliato nel 1833, e nella prima metà del Novecento venne edificata la seconda sagrestia. |
|                                |         | Chiesa della Madonna delle Grazie                  | XVII secolo                                     | Prezzo 45°56′05.96″N 10°37′46.34″E                             | Risalente forse al Seicento, la prima citazione è però soltanto nel 1882. La chiesetta subì gravi danni durante la prima guerra mondiale (riparati entro il 1919). |
|                                |         | Chiesa della Beata Maria Vergine del Monte Carmelo | Fondata XV secolo, edificio odierno XIX secolo  | Strada 45°56′40.87″N 10°38′34.05″E                             | Una piccola cappella, dedicata alla Madonna delle Grazie e annessa a un ospizio gestito da una confraternita di battuti, venne eretta in data imprecisata tra il 1475 e il 1502; nel 1602 passò all'ordine carmelitano mutando l'intitolazione in quella attuale, e nel 1785 venne ceduta alla comunità di Strada. L'edificio venne ampliato, raggiungendo le forme odierne, tra il 1800 e il 1830.                                                                        |
|                                |         | Chiesa di San Rocco                                | Citata XVI secolo, edificio odierno XIX secolo  | Cologna 45°55′52.54″N 10°38′18.92″E                            | Citata per la prima volta nel 1579, venne riedificata tra il 1794 e il 1837, assumendo l'aspetto attuale. La chiesa venne colpita dalle bombe durante la prima guerra mondiale, venendo restaurata entro il 1922. |
| Cappelle                       |         |                                                    |                                                 |                                                                | |
|                                |         | Cappella dell'Addolorata                           | XVIII secolo                                    | Lungo la strada tra Cologna e Creto 45°56′03.5″N 10°38′23.09″E | Costruita nel 1769. |
|                                |         | Cappella del Crocifisso                            |                                                 | Por 45°56′18.69″N 10°38′47.07″E                                | Cappella cimiteriale. |
|                                |         |                                                    |                                                 | Agrone 45°57′16.41″N 10°38′59.69″E                             | Cappella cimiteriale |
| Chiese sconsacrate o scomparse |         |                                                    |                                                 |                                                                | |
|                                |         | Cappella di Maria Bambina                          | XX secolo                                       | Strada 45°56′40.44″N 10°38′33.49″E                             | Di pertinenza della casa di riposo Padre Odone Nicolini; costruita nel 1904, venne distrutta durante la prima guerra mondiale e quindi riedificata nel 1920. Ora è sconsacrata e adibita a magazzino. |
|                                |         | Chiesa di San Martino                              | Citata XVI secolo                               | Sul dosso sopra Cologna 45°55′36.23″N 10°38′22.27″E            | Esistente già nel 1537, venne distrutta dalle cannonate italiane durante la prima guerra mondiale. Le poche rovine sono state messe in sicurezza e affiancate da un piccolo campanile in legno nel 2013 |

## Comune di Pinzolo
| Esterno | Interno | Nome                                                              | Periodo storico                                      | Ubicazione                                                                 | Informazioni |
| ------- | ------- | ----------------------------------------------------------------- | ---------------------------------------------------- | -------------------------------------------------------------------------- | --- |
|         |         | Chiesa di Sant'Antonio Abate                                      | XV secolo                                            | Sant'Antonio di Mavignola, via Doss del Sabion 46°11′21.05″N 10°47′07.91″E | Chiesetta quattrocentesca, venne colpita da un incendio nel 1558, rendendo necessario rifare il tetto. |
|         |         | Chiesa di Sant'Antonio Abate                                      | XX secolo                                            | Sant'Antonio di Mavignola, via Doss del Sabion 46°11′21.67″N 10°47′07.99″E | Parrocchiale. Costruita nel 1930-33 per sostituire la più antica chiesa omonima, ritenuta troppo piccola. |
|         |         | Chiesa di San Gerolamo                                            | Documentata XVI secolo                               | Pinzolo, rione Baldino/via Genova 46°09′32.55″N 10°45′42.88″E              | Documentata nel Cinquecento, quando venne restaurata; nel 1825 venne sospesa poiché in cattive condizioni. Alcuni restauri sono stati effettuati tra il 2005 e il 2012. |
|         |         | Chiesa di San Lorenzo                                             | Citata XVI secolo, edificio odierno XVIII secolo     | Pinzolo, piazza Libertà 46°09′34.23″N 10°45′55.68″E                        | Parrocchiale. Una prima cappella sul posto è citata nel 1537, e nel 1765-67 venne demolita e sostituita da una chiesa più grande (la cui facciata venne completata solo nel 1777-78). Nel 1865-67 venne eretto il campanile, che fu la parte della chiesa più danneggiata da un incendio del 1913, comportando la sostituzione della guglia nel 1947. Nel 1970 venne aggiunta la cappella del battistero. |
|         |         | Chiesa della Madonna di Campiglio                                 | XX secolo                                            | Madonna di Campiglio, via Campanil Basso 46°13′52.83″N 10°49′45.12″E       | Parrocchiale. Costruita nel 1969-72 a fianco della chiesetta di fine Ottocento, che ha sostituito come sede della parrocchia. |
|         |         | Chiesa di Santa Maria Antica, o della Beata Vergine Maria Assunta | Documentata XIII secolo, edificio odierno XIX secolo | Madonna di Campiglio, via Campanil Basso 46°13′51.3″N 10°49′44.7″E         | Un'antica chiesa di origine medievale, con annesso ospizio, è documentata già dal Duecento, e fu in quel periodo il più importante santuario mariano dell'intera provincia di Trento; nel 1515 venne soppresso e cadde in disagrazia. Nel 1894-95 venne costruita la nuova chiesetta, demolendo subito dopo il vecchio complesso.                                                                         |
|         |         | Chiesa di Nostra Signora d'Europa                                 | XX secolo                                            | Campo Carlo Magno 46°14′39.27″N 10°50′27.53″E                              | Costruita nel 1989-95. |
|         |         | Chiesa di San Vigilio                                             | Fondata X secolo, edificio odierno XV secolo         | Pinzolo 46°09′53.8″N 10°45′52.9″E                                          | Chiesa cimiteriale. Una piccola, primitiva cappella sorse probabilmente nel X secolo, e venne munita di campanile nel XII-XIII secolo; entro il 1454 la struttura venne ampliata, e poi ancora nel 1515; da allora sono documentati solo interventi di carattere conservativo. |

## Comune di Porte di Rendena
| Esterno  | Interno | Nome                                                            | Periodo storico                               | Ubicazione                                                        | Informazioni |
| -------- | ------- | --------------------------------------------------------------- | --------------------------------------------- | ----------------------------------------------------------------- | --- |
|          |         | Chiesa di San Lorenzo                                           | Citata XV secolo, edificio odierno XIX secolo | Vigo Rendena, via San Lorenzo 46°04′42.5″N 10°43′09.3″E           | Parrocchiale. Citata per la prima volta nel 1454, venne ampliata nel 1745 e poi totalmente ricostruita leggermente più a sud nel 1869-72, salvando della precedente solo il campanile (che risulta quindi staccato dal corpo principale). Gravemente danneggiata dal terremoto del Friuli del 1976, venne chiusa al culto fino al restauro compiuto nel 1978. |
|          |         | Chiesa della Madonna della Misericordia, o chiesetta di Pafsang | XIX secolo                                    | Località Pafsang presso Villa Rendena 46°03′45.71″N 10°42′31.25″E | Costruita nel 1834 a partire da un'edicola votiva settecentesca; la navata venne prolungata nel 1844, e nel 1947-48 venne aggiunta la sagrestia. |
|          |         | Chiesa di Santa Maria Assunta                                   | XI secolo                                     | Javrè 46°04′04.49″N 10°42′44.23″E                                 | Parrocchiale. Fondata nell'XI secolo, venne ampliata nel 1559 e poi ancora nel 1871, allungando la navata e rifacendo la facciata; nel 1921 venne aggiunta la cappella laterale dedicata alla Madonna di Lourdes. |
|          |         | Chiesa di San Martino                                           | Citata XV secolo, edificio odierno XIX secolo | Villa Rendena, via Nazionale 46°03′46.36″N 10°42′45.33″E          | Parrocchiale. Una prima cappella, dedicata ai santi Martino e Caterina, è menzionata nel 1487; la struttura venne ricostruita nelle forme attuali nel 1777-78. |
|          |         | Chiesa di San Sebastiano, o dei Santi Fabiano e Sebastiano      | XVII secolo                                   | Verdesina 46°03′21.5″N 10°42′46.36″E                              | Costruita nel 1666, venne dotata nel 1905 della cappella laterale. |
|          |         | Chiesa (o santuario) di San Valentino                           | Citata XV secolo                              | Monte Nizzone, via Beniamino Dorna 46°04′07.27″N 10°42′08.39″E    | Citata per la prima volta nel 1405; nel 1593 venne aggiunta la sagrestia, e nel 1864 la chiesa venne ampliata, demolendo la navata e rifacendola sul lato opposto, mutando quindi l'orientamento della chiesa. |
| Cappelle |         |                                                                 |                                               |                                                                   | |
|          |         | Cappella di San Rocco                                           | XVI secolo                                    | Darè, via Sarco 46°04′34.23″N 10°43′10.67″E                       | La cappella venne costruita nel 1575-79 per iniziativa di un tal Pellegrino Baldessari, dopo un'epidemia di peste, e fu sede di una Confraternita della Buona Morte; soppressa la confraternita nel 1809, la chiesetta cadde in rovina, e venne rinnovata nel 1837.                                                                                           |

## Comune di San Lorenzo Dorsino
| Esterno            | Interno | Nome                                                | Periodo storico                                 | Ubicazione                                                                      | Informazioni |
| ------------------ | ------- | --------------------------------------------------- | ----------------------------------------------- | ------------------------------------------------------------------------------- | --- |
|                    |         | Chiesa (o cappella) di Sant'Anna                    | XVII secolo                                     | Andogno 46°03′58.06″N 10°53′40.93″E                                             | Citata nel 1708, venne costruita probabilmente nel Seicento; nel 1832 venne aggiunto un piccolo presbiterio, che crollò parzialmente nel 1991, venendo restaurato l'anno stesso. |
|                    |         | Chiesa di Sant'Antonio Abate                        | Citata XV secolo, edificio odierno XVII secolo  | Dolaso, via di Sant'Antonio 46°04′31.91″N 10°53′58.51″E                         | Costruita nel 1466, venne forse ampliata nel 1513, e poi presumibilmente ricostruita tra il 1599 e il 1613; nel 1622 venne ultimato il campanile. |
|                    |         | Chiesa di Sant'Apollonia                            | XVII secolo                                     | Berghi 46°04′40.83″N 10°54′39.54″E                                              | Edificata nel 1671. |
|                    |         | Chiesa di San Giorgio                               | Fondata XIII secolo, edificio odierno XV secolo | Dorsino 46°04′19.7″N 10°53′47.71″E                                              | Fondata nel corso del Duecento, venne ricostruita alla fine del Quattrocento; nel 1590 venne allungata la navata, e poi venne costruito il campanile. Nel 1705 la chiesa venne danneggiata da un incendio che imperversò in tutto il paese e che fece collassare la parte più alta della torre campanaria, restaurata nei due anni seguenti. |
|                    |         | Chiesa di San Giorgio                               | XX secolo                                       | Dorsino 46°04′22.32″N 10°53′49.94″E                                             | Parrocchiale. Costruita nel 1957-58 per rimpiazzare la preesistente chiesa omonima, divenuta troppo piccola. |
|                    |         | Chiesa di San Lorenzo                               | XX secolo                                       | San Lorenzo in Banale, piazza delle Sette Ville 46°04′37.03″N 10°54′31.65″E     | Parrocchiale. Costruita nel 1908-10 per sostituire la vecchia chiesa omonima, che risultava troppo piccola. |
|                    |         | Chiesa di Santa Maria Assunta                       | Citata XII secolo, edificio odierno XVI secolo  | Tavodo 46°03′59.72″N 10°53′35.2″E                                               | Parrocchiale. Antica chiesa pievana, documentata già dal 1161; venne ricostruita nel 1512-18, e ulteriormente ampliata nel 1766-90. |
|                    |         | Santuario della Beata Maria Vergine di Caravaggio   | XIX secolo                                      | Deggia 46°04′49.61″N 10°55′42.21″E                                              | Una prima cappella sorse come ex voto dei superstiti di un'epidemia di colera del 1855; questa struttura, da subito meta di devozione, venne abbattuta e ricostruita come chiesa più grande già nel 1894-98. |
|                    |         | Chiesa di San Matteo                                | XVII secolo                                     | Senaso, strada Noa 46°04′45.34″N 10°54′13.8″E                                   | Costruita verso il 1645, venne probabilmente sottoposta ad ampliamento nel 1885. |
|                    |         | Chiesa dei Santi Sebastiano e Rocco, o di San Rocco | XV secolo                                       | Pergnano, via di San Rocco 46°04′42.05″N 10°54′22.49″E                          | Costruita durante il Quattrocento, venne ampliata nel 1580 costruendo la navata. |
|                    |         | Chiesa di Sant'Ubaldo                               | XX secolo                                       | Val d'Ambiez, presso il rifugio al Cacciatore 46°07′48.23″N 10°52′53.04″E       | Costruita nel 1965. |
| Cappelle           |         |                                                     |                                                 |                                                                                 | |
|                    |         | Cappella dell'Addolorata                            | XX secolo                                       | Tavodo 46°04′00.53″N 10°53′25.99″E                                              | Cappella cimiteriale, edificata nel 1954. |
|                    |         | Cappella della Madonna del Capriolo                 | XX secolo                                       | Val d'Ambiez, presso il rifugio Silvio Agostini 46°08′29.1″N 10°52′10.05″E      | Costruita nel 1946. |
|                    |         | Cappella del Redentore                              | XX secolo                                       | presso il rifugio Tommaso Pedrotti 46°09′15.83″N 10°53′53.26″E                  | Benedetta nel 1944 |
| Chiese sconsacrate |         |                                                     |                                                 |                                                                                 | |
|                    |         | Chiesa di San Lorenzo                               | Citata XVI secolo                               | San Lorenzo in Banale, largo ai Caduti delle Guerre 46°04′34.31″N 10°54′31.61″E | Documentata dal 1580; a partire dal 1834, risultando troppo piccola, venne più volte ampliata, fino a che non si decise di costruirne una nuova a inizio Novecento. La vecchia chiesa venne sconsacrata, venduta al comune e trasformata in teatro.                                                                                          |

## Comune di Sella Giudicarie
| Esterno            | Interno | Nome                                                          | Periodo storico                                       | Ubicazione                                                        | Informazioni |
| ------------------ | ------- | ------------------------------------------------------------- | ----------------------------------------------------- | ----------------------------------------------------------------- | --- |
|                    |         | Chiesa di Sant'Andrea                                         | XIX secolo                                            | Breguzzo, via Ruoba 46°00′31.4″N 10°41′58.8″E                     | Parrocchiale. Costruita nel 1861-63 per rimpiazzare l'antica chiesa omonima, distante dal centro abitato; la cuspide del campanile venne distrutta da un incendio nel 1915, e durante la prima guerra mondiale la struttura venne requisita per scopi bellici. |
|                    |         | Chiesa dell'Ausiliatrice, o della Madonna dell'Aiuto          | XIX secolo                                            | Pradibondo, via Pradibondo 45°59′43.57″N 10°41′29.71″E            | Costruita nel 1858-61. |
|                    |         | Chiesa di San Barnaba                                         | Citata XV secolo, edificio odierno XVII secolo        | Bondo, piazza Italia 46°00′03.27″N 10°41′30.92″E                  | Vecchia chiesa parrocchiale, documentata come cappella dal 1445; venne riedificata nel 1603-13, nel 1795 venne rifatto il presbiterio e nel 1866 prolungata la navata. |
|                    |         | Chiesa di San Barnaba, o dei Santi Barnaba e Paolo            | XX secolo                                             | Bondo 46°00′00.88″N 10°41′37.06″E                                 | Parrocchiale. Costruita nel 1970-71 per sostituire la preesistente chiesa omonima, divenuta troppo piccola. |
|                    |         | Chiesa dei Santi Cipriano e Giustina                          | Citata XVI secolo, edificio odierno XX secolo         | Fontanedo, via di San Cipriano 45°58′44.87″N 10°39′56.08″E        | Una prima chiesa, che si trovava in un altro luogo, viene citata per la prima volta nel 1579; questa venne colpita da incendi nel 1763 e nel 1850, e nel 1930 venne sconsacrata, venduta a privati e trasformata in stalla. Nei due anni successivi venne eretta la chiesa attuale. |
|                    |         | Chiesa di San Filippo Neri, o della Disciplina, o dei Battuti | XVII secolo                                           | Roncone, piazza Giacomo Franceschetti 45°59′09.34″N 10°40′18.36″E | Costruita probabilmente nel 1653-71 come sede della locale Confraternita dell'Oratorio di San Filippo Neri per la Dottrina cristiana (che andò ad inglobare anche una preesistente confraternita dei Battuti). |
|                    |         | Chiesa di San Michele Arcangelo                               | Citata XVI secolo, edificio odierno XVIII secolo      | Lardaro, piazza Dante 45°58′16.3″N 10°39′44.07″E                  | Parrocchiale. Citata per la prima volta nel 1529, venne ricostruita nel 1738-42; rimase danneggiata durante la prima guerra mondiale, venendo riparata entro il 1920. |
|                    |         | Chiesa di Santo Stefano                                       | Documentata XIII secolo, edificio odierno XVII secolo | Roncone, piazza Giacomo Franceschetti 45°59′08.61″N 10°40′19.06″E | Parrocchiale. Documentata indirettamente già nel Duecento, la chiesa venne ricostruita nel 1619-24, seguita dal campanile nel 1634-40. Nel 1654 la struttura venne ampliata verso sud, rifacendo quindi la facciata, e probabilmente nel 1671 venne aggiunta la cappella laterale sinistra. Tra il 1727 e il 1736 vennero costruite la sagrestia nuova e la cappella laterale destra, e nel 1778 venne ingrandito il presbiterio; in seguito sono documentati vari interventi conservativi e di restauro. |
| Cappelle           |         |                                                               |                                                       |                                                                   | |
|                    |         | Cappella delle Sante Anime Purganti                           | Citata XIX secolo                                     | Breguzzo, via Rocca 46°00′39.33″N 10°42′04.33″E                   | Citata per la prima volta nel 1839, anno in cui venne rimaneggiata assumendo l'aspetto attuale. |
|                    |         | Cappella di Sant'Antonio di Padova                            | XX secolo                                             | Lardaro 45°58′10.8″N 10°39′47.03″E                                | Cappella cimiteriale, costruita nel 1908. |
|                    |         | Cappella di San Lorenzo                                       | XIX secolo                                            | Roncone, via Papa Luciani 45°59′20.24″N 10°40′38.03″E             | Costruita nel 1880 assieme al nuovo cimitero. |
|                    |         | Cappella di San Rocco                                         | XVI secolo                                            | Roncone, via Papa Luciani 45°59′09.41″N 10°40′20.22″E             | Costruita probabilmente poco prima del 1530, anno della sua consacrazione, vicino a dove sorgeva il cimitero del paese (nel quale venne poi inglobata nel 1850 e fino allo spostamento del camposanto in altra zona); originariamente chiusa solo sui tre lati e aperta in fronte, venne chiusa con l'attuale facciata nel corso dell'Ottocento. |
|                    |         | Cappella degli Alpini                                         | XX secolo                                             | Località Pozza presso Roncone 45°59′05.05″N 10°39′45.08″E         | Dedicata ai caduti e dispersi di tutte le guerre di Roncone, è stata eretta dal locale gruppo ANA nel 1971 |
|                    |         |                                                               |                                                       | Bondo 46°00′01.29″N 10°41′39.97″E                                 | Cappella cimiteriale. |
| Chiese sconsacrate |         |                                                               |                                                       |                                                                   | |
|                    |         | Chiesa di Sant'Andrea                                         | Citata XIII secolo, edificio odierno XVI secolo       | Breguzzo, via Rocca 46°00′38.3″N 10°42′03.4″E                     | Citata per la prima volta nel 1242, venne rimaneggiata nel 1350, e nel 1531 venne ricostruita completamente; dopo la costruzione della nuova chiesa omonima più vicina al paese, questa venne chiusa al culto nel 1862. |

## Comune di Spiazzo
| Esterno          | Interno | Nome                                                | Periodo storico                                | Ubicazione                                             | Informazioni |
| ---------------- | ------- | --------------------------------------------------- | ---------------------------------------------- | ------------------------------------------------------ | --- |
|                  |         | Chiesa della Madonna Assunta                        |                                                | Presso il Rifugio Mandrone 46°12′07.82″N 10°34′20.19″E | Costruita con granito locale. |
|                  |         | Chiesa di San Vigilio                               | Fondata VI secolo, edificio odierno XVI secolo | Spiazzo, piazza San Vigilio 46°06′09.3″N 10°44′18.2″E  | Parrocchiale. La chiesa sorge sul posto in cui, secondo la tradizione, venne martirizzato san Vigilio. Un primo luogo di culto in tale posizione sorse intorno al VI secolo e venne riedificato nel IX secolo; la prima citazione documentale della chiesa, pieve di Rendena, è del 1207. L'edificio venne in gran parte ricostruito nel 1539-42 e nel 1621 venne rialzato il campanile.                                                                                                |
| Chiese scomparse |         |                                                     |                                                |                                                        | |
|                  |         | Chiesa (o cappella) della Disciplina, o dei Battuti |                                                | Borzago 46°05′51.9″N 10°43′59.7″E                      | Chiesa di una confraternita di Battuti; nel 1913 era in rovina. Venne successivamente demolita, e al suo posto sorse l'albergo Carè Alto, sulla cui facciata è dipinto un affresco votivo a ricordo del luogo di culto, opera di Carlo Donati del 1923. Gli arredi sacri passarono ad altre chiese della valle: l'altare, riconsacrato alla Madonna di Caravaggio, è nella chiesa di San Sebastiano di Verdesina, mentre la pala d'altare nella chiesa di San Martino di Villa Rendena. |

## Comune di Stenico
| Esterno  | Interno | Nome                                                              | Periodo storico                                    | Ubicazione                                                               | Informazioni |
| -------- | ------- | ----------------------------------------------------------------- | -------------------------------------------------- | ------------------------------------------------------------------------ | --- |
|          |         | Chiesa della Dedicazione di San Michele Arcangelo                 | Fondata VIII-IX secolo, edificio odierno XV secolo | Seo, via di San Michele 46°03′25.03″N 10°52′28.59″E                      | Parrocchiale. Un luogo di culto sul posto esisteva già durante l'alto Medioevo, e venne ricostruito nelle forme attuali nel corso del Quattrocento; la nuova chiesa venne rimaneggiata nel XVII-XVIII secolo. |
|          |         | Chiesa (o cappella) della Madonna del Rosario                     | XIX secolo                                         | Terme di Comano 46°02′33.57″N 10°53′05.87″E                              | Situata all'interno del parco termale di Comano (nel territorio comunale di Stenico), costruita nel 1898. |
|          |         | Chiesa delle Sante Margherita e Lucia                             | Citata XVI secolo                                  | Premione, via di Santa Lucia 46°02′53.64″N 10°52′28.87″E                 | Citata dal 1537, venne ampliata nel 1858 assumendo l'aspetto attuale. |
|          |         | Chiesa dei Santi Pietro e Paolo                                   | Citata XV secolo                                   | Sclemo, via San Pietro 46°03′20.2″N 10°52′58.6″E                         | La chiesa attuale venne edificata probabilmente verso il 1491, al posto di una preesistente; essa venne ampliata nel 1533, e nel 1795 venne sopraelevata l'abside. |
|          |         | Chiesa di San Sisto                                               | XIX secolo                                         | Posizione isolata a nord-est di Villa Banale 46°03′03.55″N 10°53′53.99″E | Costruita nel 1828 dagli abitanti della vicina Villa Banale sul luogo di una preesistente edicola votiva, e ampliata nelle forme attuali nel 1858-59, come ex voto dopo un'epidemia di colera. |
|          |         | Chiesa della Santissima Trinità                                   | Citata XVI secolo                                  | Villa Banale, via 3 Novembre 46°02′54.44″N 10°53′20.5″E                  | Parrocchiale. Documentata nel 1530 (anno della consacrazione), venne munita di sagrestia nel 1837 e di campanile nel 1887. Nel 1898-1902 vennero aggiunte le navate laterali. |
|          |         | Chiesa di San Vigilio                                             | Citata XIII secolo, edificio odierno XVI secolo    | Stenico, viale Brigata Torino 46°03′09.66″N 10°51′14.9″E                 | Parrocchiale. Citata per la prima volta nel 1218, venne riedificata a partire dal 1561, ma i lavori terminarono solo nel 1612; nel 1864-65 venne ingrandita la sagrestia, e a seguito di un grave incendio del 1909 la chiesa dovette essere ristrutturata.                                                               |
| Cappelle |         |                                                                   |                                                    |                                                                          | |
|          |         | Cappella della Madonna Ausiliatrice, o chiesa dei Dodici Apostoli | XX secolo                                          | Presso il Rifugio Dodici Apostoli 46°09′02.95″N 10°50′47.07″E            | Chiesa scavata nella roccia, realizzata negli anni Cinquanta in memoria dei caduti in montagna, a seguito della morte di tre escursionisti nel 1950. |
|          |         | Cappella di San Rocco                                             | Fondata XVI secolo, edificio odierno XIX secolo    | Stenico, via Pianata 46°03′00.03″N 10°51′09.91″E                         | Una prima cappella dedicata a san Rocco sorse nel cimitero di Stenico, che si trovava allora in posizione diversa, nel 1535; essa venne abbattuta verso la metà del Settecento per far posto alla canonica; nell'Ottocento, con la costruzione del nuovo cimitero, venne ricostruita sul luogo odierno anche la cappella. |

## Comune di Storo
| Esterno                        | Interno | Nome                                                    | Periodo storico                                    | Ubicazione                                                        | Informazioni |
| ------------------------------ | ------- | ------------------------------------------------------- | -------------------------------------------------- | ----------------------------------------------------------------- | --- |
|                                |         | Chiesa di Sant'Andrea                                   | Documentata XIV secolo, edificio odierno XV secolo | Storo, via Sant'Andrea 45°51′04.5″N 10°34′46.5″E                  | Chiesa cimiteriale; una prima, piccola cappella sul luogo esisteva già prima del Quattrocento, e venne ampliata verso il 1445. Ulteriori lavori di ingrandimento partirono nel 1603, prolungandosi fino al 1671, ed entro il 1745 venne costruito anche il campanile; nel 1780-81 la chiesa venne ulteriormente ingrandita, e venne costruita anche la sagrestia. Il tempio venne occupato per scopi militari sia nel 1859, sia nel 1866. |
|                                |         | Chiesa dell'Annunciazione di Maria                      | XV secolo                                          | Lodrone, via XXIV Maggio 45°49′46.31″N 10°32′08.66″E              | Parrocchiale. Costruita tra il 1452 e il 1478; nel 1579 venne reintitolata a san Bernardino ma nel 1694 ritornò alla dedicazione originaria all'Annunciazione. Lo stesso anno vennero avviati lavori di ampliamento, che si conclusero nel 1722; nel 1848 la chiesa venne saccheggiata dai Corpi Franchi, e nel 1924 il campanile venne abbattuto, venendo ricostruito entro la metà del secolo. |
|                                |         | Chiesa di Sant'Antonio di Padova                        | Citata XVII secolo                                 | Storo, via Sant'Andrea 45°51′02.02″N 10°34′49.05″E                | Documentata nel 1689. |
|                                |         | Chiesa di San Carlo Borromeo                            | XVIII secolo                                       | Riccomassimo 45°49′37.9″N 10°30′34.8″E                            | Costruita nel 1720 su iniziativa dei conti Lodron. |
|                                |         | Chiesa di San Floriano                                  | Citata XII secolo, edificio odierno XVI secolo     | Storo, via San Floriano, 1 45°51′01.15″N 10°34′48.32″E            | Parrocchiale. Documentata già dal 1189, venne riedificata nel 1509-14 (ma il campanile venne portato a termine solo nel 1538); subì gravi danni da un incendio nel 1779, e nel 1866 venne requisita dalle truppe garibaldine che l'adibirono a scopi militari. |
|                                |         | Chiesa di San Giovanni Nepomuceno                       | XVIII secolo                                       | Darzo, largo Antonio Rosmini 45°50′29.26″N 10°32′58.63″E          | Parrocchiale. Edificata nel 1754-77 per rimpiazzare la più antica chiesa di San Michele. |
|                                |         | Chiesa di San Lorenzo                                   | Fondata XV secolo, edificio odierno XVI secolo     | Località Doss del Chigol 45°51′03.1″N 10°34′57.22″E               | Una prima cappella sul posto sorse nel Quattrocento, venendo ricostruita verso il 1515; tra il 1633 e il 1671 venne dotata di sagrestia. Durante la campagna garibaldina del 1866 venne adibita a caserma e magazzino, e subì danni anche durante la prima guerra mondiale. |
|                                |         | Chiesa della Madonna del Rosario                        |                                                    | Località Faserno 45°52′08.44″N 10°32′51.14″E                      | Chiesetta alpina, realizzata all'inizio degli anni '30 e benedetta nel 1932; alla fine degli anni '50 venne aggiunto il campanile a vela, dotato di una campana dalla chiesa di Sant'Andrea di Storo. |
|                                |         | Chiesa di San Michele Arcangelo                         | Fondata XII secolo, edificio odierno XVI secolo    | Darzo, via Tenente Costantino Marini 45°50′36.38″N 10°33′06.12″E  | Una prima struttura venne costruita durante il XII secolo; nella seconda metà del Quattrocento sorse anche il campanile, e nel 1500-10 l'edificio venne rifatto nelle forme attuali. La prima citazione documentale è del 1537; dopo la costruzione della chiesa di San Giovanni Nepomuceno più vicina al centro di Darzo, questa venne progressivamente abbandonata, venendo infine profanata dalle truppe garibaldine nel 1866. Venne quindi sistemata e restituita al culto nel 1884, ma dovette essere di nuovo restaurata dopo alcuni danni subiti nella prima guerra mondiale. |
|                                |         | Santuario del Nome di Maria, o della Madonna dell'Aiuto | Fondata XVI secolo, edificio odierno XVIII secolo  | Lodrone, via XXIV Maggio 45°49′35.26″N 10°31′53.29″E              | Una prima cappella sul posto sorse durante il Cinquecento, e venne ricostruita nelle forme attuali verso il 1725 per volontà di Girolamo Giuseppe Lodron. |
|                                |         | Chiesa di Santa Rita                                    | XX secolo                                          | Località Ca' Rossa, via di Santa Rita 45°51′17.27″N 10°33′59.71″E | Costruita nel 1975-85, a servizio del quartiere operaio di Ca' Rossa. |
| Cappelle                       |         |                                                         |                                                    |                                                                   | |
|                                |         | Cappella della Madonna del Buon Consiglio               | XVIII secolo                                       | Darzo, via Tenente Costantino Marini 45°50′18.62″N 10°32′52.32″E  | Documentata nel 1766, che è probabilmente l'anno della sua costruzione. |
|                                |         | Cappella di San Maurizio, o chiesetta dei morti         | XIX secolo                                         | Lungo il Palvico a sud-est di Storo 45°50′33.83″N 10°34′58.37″E   | Costruita nel 1844 come voto per scampare all'epidemia di colera che imperversava in Trentino da anni; la preghiera non venne esaudita, e nel 1855 vicino alla cappella sorse il cimitero per le dodici vittime del morbo. Nel 1960 venne reintitolata a san Maurizio. |
| Chiese sconsacrate o scomparse |         |                                                         |                                                    |                                                                   | |
|                                |         | Cappella di Santa Barbara                               | Citata XVIII secolo                                | Castello di Santa Barbara 45°50′00.01″N 10°32′09.7″E              | Citata negli atti visitali del Settecento; il maniero è ora in rovina. |
|                                |         | Chiesa di Santa Croce                                   | XVI secolo                                         | Lodrone 45°49′33.37″N 10°31′50.1″E                                | Costruita probabilmente nel 1579 per volontà di Sebastiano Paride Lodron; sconsacrata nel 1950, venne adibita dapprima a cinema e teatro, e a seguito di un restauro del 1999 è usata come sala polifunzionale. |
|                                |         | Chiesa di San Vigilio                                   | Citata XVII secolo                                 | Lodrone                                                           | Documentata nel 1603, venne abbandonata e distrutta entro la fine del Settecento. |

## Comune di Strembo
| Esterno | Interno | Nome                            | Periodo storico                                | Ubicazione                                                | Informazioni |
| ------- | ------- | ------------------------------- | ---------------------------------------------- | --------------------------------------------------------- | --- |
|         |         | Chiesa della Madonna della Neve | XX secolo                                      | Località Ragàda in val di Genova 46°10′07″N 10°38′51.31″E | Costruita nel 1950-51; nel 1987 venne danneggiata da una piena del vicino torrente Folgorida, e prontamente riparata.          |
|         |         | Chiesa di San Tommaso           | Citata XIV secolo, edificio odierno XIX secolo | Strembo, via Nazionale 46°07′11.18″N 10°45′09.12″E        | Parrocchiale. Citata per la prima volta nel 1381, venne ricostruita nel 1843-44; nel 1927-28 venne rifatto anche il campanile. |

## Comune di Tione di Trento
| Esterno  | Interno | Nome                                                                            | Periodo storico                                     | Ubicazione                                                                     | Informazioni |
| -------- | ------- | ------------------------------------------------------------------------------- | --------------------------------------------------- | ------------------------------------------------------------------------------ | --- |
|          |         | Chiesa di San Brizio                                                            | Citata XVI secolo, edificio odierno XVIII secolo    | Saone, via 4 Novembre 46°02′32.94″N 10°45′55.38″E                              | Parrocchiale. Una prima chiesa, situata ai margini del centro abitato, è documentata nel 1537; nel 1764-67 venne costruita la chiesa odierna, demolendo quella più antica per recuperarne i materiali, e nel 1790 venne eretto il campanile. Nel 1876 venne ingrandita l'abside, e nel 1889 vennero realizzati due ambienti di servizio all'ingresso. |
|          |         | Chiesa della Decollazione di San Giovanni Battista, o santuario di San Giovanni | Fondata XVII secolo, edificio odierno XIX secolo    | Lungo la SS 237, a est di Saone 46°03′11.64″N 10°47′37.42″E                    | Una prima chiesa sul posto, nel centro abitato di Villa Inferiore, sorse verso il 1616; il paesello venne travolto da un'alluvione del Sarca nel 1757 e abbandonato; nel 1892 la chiesetta venne demolita e ricostruita nelle forme attuali. |
|          |         | Chiesa di Santa Maria Assunta e San Giovanni Battista                           | Fondata VIII secolo, edificio odierno XV-XVI secolo | Tione di Trento, piazza Cardinal Adriano da Corneto 46°02′03.1″N 10°43′46″E    | Parrocchiale. Antica chiesa pievana la cui costruzione viene generalmente fatta risalire all'VIII secolo, più volte ampliata e rimaneggiata nel corso dei secoli e, tra il 1496 e il 1518, la chiesa venne pesantemente rimaneggiata e ampliata. Ulteriori lavori sono documentati nel corso del Cinquecento e del Seicento (in particolare la costruzione o ricostruzione delle cappelle laterali), e nel 1755-61 venne rifatto il campanile. Nel 1827 un incendio causò gravi danni alla struttura, comportando la ricostruzione della prima campata della navata. |
|          |         | Chiesa di San Vigilio                                                           | VIII-IX secolo                                      | Tione di Trento, presso il ponte sul Sarca 46°02′32.88″N 10°43′43.38″E         | Una prima chiesa sul posto sorse certamente nel VIII-IX secolo; essa venne ampliata nel 1688-92. |
| Cappelle |         |                                                                                 |                                                     |                                                                                | |
|          |         | Cappella dell'Addolorata, o della Madonna del Mont                              | XX secolo                                           | Località Tragole sul monte di Tione 46°02′03.04″N 10°41′28.27″E                | Edificata nel 1924-27, assolvendo un voto fatto dalla popolazione di Tione all'inizio della prima guerra mondiale. |
|          |         | Cappella della Santa Croce                                                      | Fondata XIX secolo, edificio odierno XX secolo      | Tione di Trento, piazza Cardinal Adriano da Corneto 46°02′06.8″N 10°43′47.06″E | Cappella cimiteriale, costruita nel 1871, poi distrutta e riedificata nel 1968. |
|          |         | Cappella della Deposizione dalla Croce, o dell'Addolorata                       | XX secolo                                           | Saone, via Regina Elena 46°02′29.72″N 10°45′39.96″E                            | Cappella cimiteriale, edificata nel 1920. |

## Comune di Tre Ville
| Esterno  | Interno | Nome                                              | Periodo storico                                      | Ubicazione                                                     | Informazioni |
| -------- | ------- | ------------------------------------------------- | ---------------------------------------------------- | -------------------------------------------------------------- | --- |
|          |         | Chiesa di Sant'Anna                               | XVII secolo                                          | Pez 46°03′23.8″N 10°47′48.71″E                                 | Costruita nel 1610. |
|          |         | Chiesa di San Bartolomeo                          | Fondata XV secolo, edificio odierno XVIII secolo     | Larzana 46°03′40.87″N 10°45′08.02″E                            | Parrocchiale. Una prima chiesa a Larzana venne consacrata nel 1445, e venne totalmente ricostruita tra il 1750 e il 1810; seguì il campanile, completato nel 1842. Nella seconda metà dell'Ottocento la nuova chiesa venne allungata di una campata. |
|          |         | Chiesa di San Faustino                            | XVIII secolo                                         | Ragoli, via Roma 46°03′12.07″N 10°46′37.78″E                   | Parrocchiale. Costruita tra il 1764 e il 1784 per rimpiazzare la chiesa dei Santi Faustino e Giovita al cimitero; tra il 1814 e il 1860 venne edificato anche il campanile. L'edificio, già bisognoso di riparazioni, venne seriamente danneggiato da un terremoto del 1989 e quindi chiuso al culto fino a lavori ultimati, nel 1995.                                                 |
|          |         | Chiesa dei Santi Faustino e Giovita               | Citata XIII secolo, edificio odierno XV secolo       | Ragoli 46°02′58.87″N 10°46′13.4″E                              | Chiesa cimiteriale, documentata per la prima volta nel 1249 e probabilmente ricostruita per intero nel corso del Quattrocento; tra il 1590 e il 1603 venne aggiunta la sagrestia, ed entro il 1650 vennero costruiti l'abside e due cappelle laterali; altrettante ne vennero aggiunte anche nel 1708, che vennero però demolite insieme a parte della navata e al campanile nel 1768. |
|          |         | Chiesa di San Giacomo Maggiore                    | XV secolo                                            | Irone 46°03′47.1″N 10°48′40.9″E                                | Una prima cappella, dedicata ai santi Filippo e Giacomo il Minore, è citata nel 1537, e venne fondata almeno nel Quattrocento, se non prima. L'assetto attuale è dovuto ad un ampliamento del 1911. |
|          |         | Chiesa dei Santi Giuseppe e Agostino              | Documentata XVIII secolo, edificio odierno XX secolo | Coltura 46°03′30.05″N 10°47′41.97″E                            | Una prima chiesa nel paese di Coltura sorse certamente prima del 1727; questa venne distrutta da un incendio nel 1930, così nel 1948 si provvide a ricostruirla nelle forme attuali. |
|          |         | Chiesa della Madonna de la Salette                | XIX secolo                                           | Cort 46°03′05.48″N 10°45′13.58″E                               | Costruita nel 1859-63. |
|          |         | Chiesa di Santa Maria Maddalena                   | Fondata XIV secolo, edificio odierno XVIII secolo    | Preore, via Filippo Serafini 46°02′48.1″N 10°45′30.5″E         | Parrocchiale. Una prima chiesa venne costruita verso il 1321 in località Mondrone, più a sud dell'attuale; nel settembre 1772 venne pressoché totalmente distrutta da una piena del Sarca, così entro il 1783 venne costruito il nuovo tempio nella posizione odierna, dotato poi di campanile nel 1797.                                                                               |
|          |         | Chiesa di Santo Stefano                           | Fondata XVIII secolo, edificio odierno XIX secolo    | Cerana 46°03′17.85″N 10°45′47.29″E                             | Una prima chiesa nella zona, costruita presso il maso della famiglia Giacomini, venne edificata nel 1724, e finì totalmente distrutta in un incendio nel 1854; essa venne ricostruita poco distante nel 1876-78, per iniziativa del parroco don Patrizio Giacomini. |
| Cappelle |         |                                                   |                                                      |                                                                | |
|          |         | Cappella dell'Addolorata                          | XX secolo                                            | Binio, via Riccardo Zandonai 46°04′01.05″N 10°45′23.16″E       | Secondo la tradizione, venne edificata nel 1916 dalle donne e dai vecchi del paese, per chiedere l'intercessione della Madonna per gli uomini che erano in guerra. |
|          |         | Cappella dell'Addolorata, o capitello delle Paole | XIX secolo                                           | SP 34 del Lisano a est di Ragoli 46°03′21.16″N 10°47′06.72″E   | Costruita verso il 1816, la cappella era forse in origine dedicata a sant'Apollonia. |
|          |         | Cappella della Santa Croce                        | XX secolo                                            | Preore 46°02′49.25″N 10°45′28.36″E                             | Cappella cimiteriale, costruita nel 1905. |
|          |         | Cappella della Madonna dell'Aiuto                 | XIX secolo                                           | Ragoli, località Favrio/via Trento 46°03′04.33″N 10°46′51.32″E | Costruita nel 1856 dopo l'epidemia di colera del '55, al posto di un'edicola votiva o piccolissima cappella forse seicentesca; in origine dedicata a san Rocco, mutò denominazione in favore dell'Ausiliatrice forse nel primo quarto del Novecento; tra il 1961 e il 1988 venne aggiunto il piccolo campanile.                                                                        |
|          |         | Cappella di Santa Maria Assunta                   | XX secolo                                            | Località Provaiolo 46°03′30.83″N 10°43′36.95″E                 | Costruita nel 1977. |

## Comune di Valdaone
| Esterno  | Interno | Nome                                                                     | Periodo storico                                   | Ubicazione                                                                 | Informazioni |
| -------- | ------- | ------------------------------------------------------------------------ | ------------------------------------------------- | -------------------------------------------------------------------------- | --- |
|          |         | Chiesa di San Bartolomeo                                                 | Citata XI secolo, edificio odierno XVII secolo    | Daone, via San Bartolomeo 45°56′46.79″N 10°37′12.76″E                      | Parrocchiale. Una prima cappella è documentata già nell'anno 1008; l'edificio venne ricostruito nel 1601, e ampliato nel 1694-1705. Nel 1718 venne rialzato il campanile, mentre nella prima guerra mondiale la struttura rimase danneggiata, e i lavori di riparazione vennero portati a termine entro il 1929.                                                       |
|          |         | Chiesa dei Santi Fabiano e Sebastiano                                    | Citata XVI secolo                                 | Bersone, via alla Chiesa 45°56′43.89″N 10°37′56.32″E                       | Parrocchiale. Citata per la prima volta nel 1537, nel 1694 venne ingrandita la sagrestia, e nel 1860 venne aggiunto il transetto. |
|          |         | Chiesa della Madonna della Neve                                          | XX secolo                                         | Limes 45°58′35.9″N 10°32′52.13″E                                           | Una prima chiesetta sul posto venne eretta nel 1913, ma rimase abbandonata per anni; riaperta nel 1952, poiché si trovava in cattivo stato venne abbattuta e ricostruita nel 1961. |
|          |         | Chiesa di San Pietro                                                     | Fondata XIV secolo, edificio odierno XV secolo    | Praso, piazza San Pietro 45°56′56.47″N 10°38′13.56″E                       | Parrocchiale. Fondata forse intorno al 1303, venne rimaneggiata o ricostruita nel tra il 1460 e il 1497; a inizio Seicento l'edificio venne rialzato e prolungato, e tra il 1791 e il 1800 venne dotato di campanile. Gravemente danneggiata dai bombardamenti durante la prima guerra mondiale, venne riparata nel 1921-22.                                           |
|          |         | Chiesa di San Rocco                                                      | Citata XVI secolo                                 | Sevror 45°57′16.2″N 10°38′26.92″E                                          | Documentata dal 1530, anno della sua consacrazione; nel Settecento la chiesa venne rimaneggiata, e venne realizzata la nuova facciata. |
| Cappelle |         |                                                                          |                                                   |                                                                            | |
|          |         | Cappella di Santa Lucia, o delle Sante Lucia, Agata, Apollonia e Cecilia | XIX secolo                                        | Bersone, via Ravizzoli 45°56′34.12″N 10°37′44.33″E                         | Costruita nel 1851, ampliata nel 1888 e benedetta il 19 maggio dell'anno successivo; un restauro è documentato nel 1921. Delle quattro sante intestatarie della cappella, spesso solo santa Lucia viene ricordata; alle volte essa è affiancata dalle sole Agata e Apollonia (come avviene sull'iscrizione in facciata), alle volte invece dalle sole Agata e Cecilia. |
|          |         | Cappella della Madonna del Buon Consiglio                                | Fondata XVIII secolo, edificio odierno XIX secolo | Daone, via San Bartolomeo 45°56′47.4″N 10°37′15.67″E                       | Costruita nel 1768, e riedificata nel 1863-68. |
|          |         | Cappella della Madonna di Caravaggio                                     | XIX secolo                                        | Bersone, via Battaia 45°56′28.3″N 10°38′07.62″E                            | La costruzione cominciò nel 1868 e terminò l'anno seguente; la benedizione avvenne il 26 maggio 1869. |
|          |         | Cappella della Regina della Pace                                         | XX secolo                                         | Presso il parcheggio del lago di Malga Bissina 46°03′04.18″N 10°30′41.69″E | Costruita nel 1983. |